# Coupe Memorial 1984
Navigation
Édition précédente Édition suivante
L'édition 1984 de la Coupe Memorial est présenté du 12 au 19 mai 1984 à Kitchener, Ontario. Elle regroupe les champions de chacune des divisions de la Ligue canadienne de hockey, soit la Ligue de hockey junior majeur du Québec (LHJMQ), la Ligue de hockey de l'Ontario (LHO) et la Ligue de hockey de l'Ouest (LHOu). Il s'agit du premier tournoi organisé par la Ligue canadienne de hockey.

## Équipes participantes
- Les Voisins de Laval représentent la Ligue de hockey junior majeur du Québec.
- Les 67 d'Ottawa représentent la Ligue de hockey de l'Ontario.
- Les Oilers de Kamloops représentent la Ligue de hockey de l'Ouest.
- Les Rangers de Kitchener de la LHO représentent l'équipe hôte.

## Classement de la ronde préliminaire
| Équipe               | PJ | V | D | BP | BC | Pts |
| -------------------- | -- | - | - | -- | -- | --- |
| Rangers de Kitchener | 3  | 3 | 0 | 24 | 11 | 6   |
| 67 d'Ottawa          | 3  | 2 | 1 | 13 | 13 | 4   |
| Oilers de Kamloops   | 3  | 1 | 2 | 12 | 17 | 2   |
| Voisins de Laval     | 3  | 0 | 3 | 10 | 18 | 0   |

## Résultats

### Résultats du tournoi à la ronde
Voici les résultats du tournoi à la ronde pour l'édition 1984 :

## Effectifs
Voici la liste des joueurs des 67 d'Ottawa, équipe championne du tournoi 1984 :
- Entraîneur : Brian Kilrea
- Gardiens : Greg Coram et Darren Pang.
- Défenseurs : Bruce Cassidy, Todd Clarke, Bob Giffin, Mike James, Roy Myllari, Mark Paterson et Brad Shaw.
- Attaquants : Richard Adolfi, Bill Bennett, Adam Creighton, Scott Hammond, John Hanna, Tim Helmer, Steve Hrynewich, Don McLaren, Phil Patterson, Gary Roberts, Darcy Roy et Steve Simoni.

## Honneurs individuels
- Trophée Stafford-Smythe (meilleur joueur) : Adam Creighton (67 d'Ottawa)
- Trophée George-Parsons (meilleur esprit sportif) : Brian Wilks (Rangers de Kitchener)
- Trophée Hap-Emms (meilleur gardien) : Darren Pang (67 d'Ottawa)

Équipe d'étoiles :
- Gardien : Darren Pang (67 d'Ottawa)
- Défenseurs : Dave Shaw (Rangers de Kitchener) et Bruce Cassidy (67 d'Ottawa)
- Centre : Adam Creighton (67 d'Ottawa)
- Ailier gauche : Jim Camazzola (Rangers de Kitchener)
- Ailier droit : Don McLaren (67 d'Ottawa)